# Dipartimento di San Pedro (Jujuy)
San Pedro è un dipartimento argentino, situato nella parte meridionale della provincia di Jujuy, con capoluogo San Pedro de Jujuy.
In senso orario, esso confina con i dipartimenti di El Carmen, Palpalá, Doctor Manuel Belgrano, Ledesma, Santa Bárbara e con la provincia di Salta.
Secondo il censimento del 2010, su un territorio di 2.150 km², la popolazione ammontava a 75.037 abitanti, con un aumento demografico del 5,6% rispetto al censimento del 2001.
Il dipartimento comprende (dati del 2001):
- 3 comuni
  - La Esperanza
  - La Mendieta
  - San Pedro de Jujuy
- 4 commissioni municipali:
  - Arrayanal
  - Barro Negro
  - El Piquete
  - Rodeíto